# Eckart Stratenschulte
Eckart D. Stratenschulte (* 14. Januar 1952 in Heidelberg) ist ein deutscher Politikwissenschaftler.

## Leben
Nach dem Abitur 1970 in Gießen studierte er Politische Wissenschaft, Soziologie und Germanistik an der Philipps-Universität in Marburg. Dort legte er 1975 das Diplom in Soziologie und 1976 das Erste Staatsexamen für das Lehramt an Gymnasien für die Fächer Deutsch und Politik ab. 1978 wurde Stratenschulte in Marburg mit einer Arbeit über gesellschaftliche Zwischengruppierungen in der Bundesrepublik Deutschland zum Dr. phil. promoviert.
Von 1978 an war er Dozent am Institut für intereuropäische Studien Berlin, dessen Leitung er 1982 übernahm. 1989 wechselte er als Referatsleiter Film, Funk, Fernsehen in die Senatskanzlei Berlin, wo er den Prozess der Maueröffnung und Hauptstadtwerdung Berlins begleitete. Von 1993 bis 2017 leitete Stratenschulte die Europäische Akademie Berlin. Er lehrte ab 1999 als Lehrbeauftragter im Fach Politikwissenschaft (Osteuropa-Institut) an der Freien Universität Berlin, die ihn 2005 zum Honorarprofessor bestellte. Stratenschulte ist Mitglied des Präsidiums des Arbeitskreises Europäische Integration, des Zusammenschlusses der deutschen Europawissenschaftlerinnen und -wissenschaftler. Er schreibt regelmäßig für Zeitungen und Zeitschriften und hat mehrere Bücher vorgelegt, die sich überwiegend mit Europa oder Berlin befassen.
Seit 2016 ist er Mitglied im Vorstand der Deutschen Nationalstiftung und von 2018 bis 2019 ihr Geschäftsführer.
Eckart D. Stratenschulte ist Ehrendoktor der Universität Kiew und Träger von Auszeichnungen Rumäniens (2000: Komtur des Treudienst-Ordens) und der Republik Litauen. Er war in zweiter Ehe mit der 2023 verstorbenen Drehbuchautorin Sabine Pochhammer verheiratet und hat zwei erwachsene Töchter.

## Esperanto-Kritiker
Stratenschulte ist Kritiker der Plansprache Esperanto. Er beschrieb Esperanto auf den Seiten der Bundeszentrale für politische Bildung 2010 als reine Verbalisierung von Piktogrammen.

## Werke
- Europa 2018, Informationsbroschüre des Europäischen Parlaments, Vertretung in Deutschland, Berlin 2018.
- Europa 2017, Informationsbroschüre des Europäischen Parlaments, Vertretung in Deutschland, Berlin 2017.
- Reden-Training, Kürschner Verlag, Bad Honnef 2017, ISBN 978-3-95879-007-0.
- Moderations-Training, Kürschner Verlag, Bad Honnef 2016, ISBN 978-3-95879-034-6.
- Europa – Fakten und Zusammenhänge, Bundeszentrale für politische Bildung, Bonn 2016, ISBN 978-3-8389-7146-9.
- Europas Politik nach Osten – Grundlagen, Erwartungen, Strategien, Merus Verlag, Hamburg 2007, ISBN 978-3-939519-47-8.
- Wirtschaft in Deutschland, Bundeszentrale für Politische Bildung, Bonn 2006, ISBN 3-89331-700-7.
- Der Monolog der Lautsprecher – und andere Geschichten aus dem geteilten Berlin, mit einem Beitrag über Peter und Christa Gross-Feurich S. 117–122 Deutscher Taschenbuch Verlag, München 1999, ISBN 3-423-36149-2.
- Kleine Geschichte Berlins, Beck, München 1997, ISBN 3-423-08383-2.
- Soziale Marktwirtschaft – was ist das? : Eigentum verpflichtet, Holzapfel, Berlin 1990.
- Gesellschaftliche Zwischengruppierungen in der Bundesrepublik Deutschland: ein Beitrag zur Sozialstrukturanalyse, Marburg 1978. (Dissertation)